# 雅克·戈代

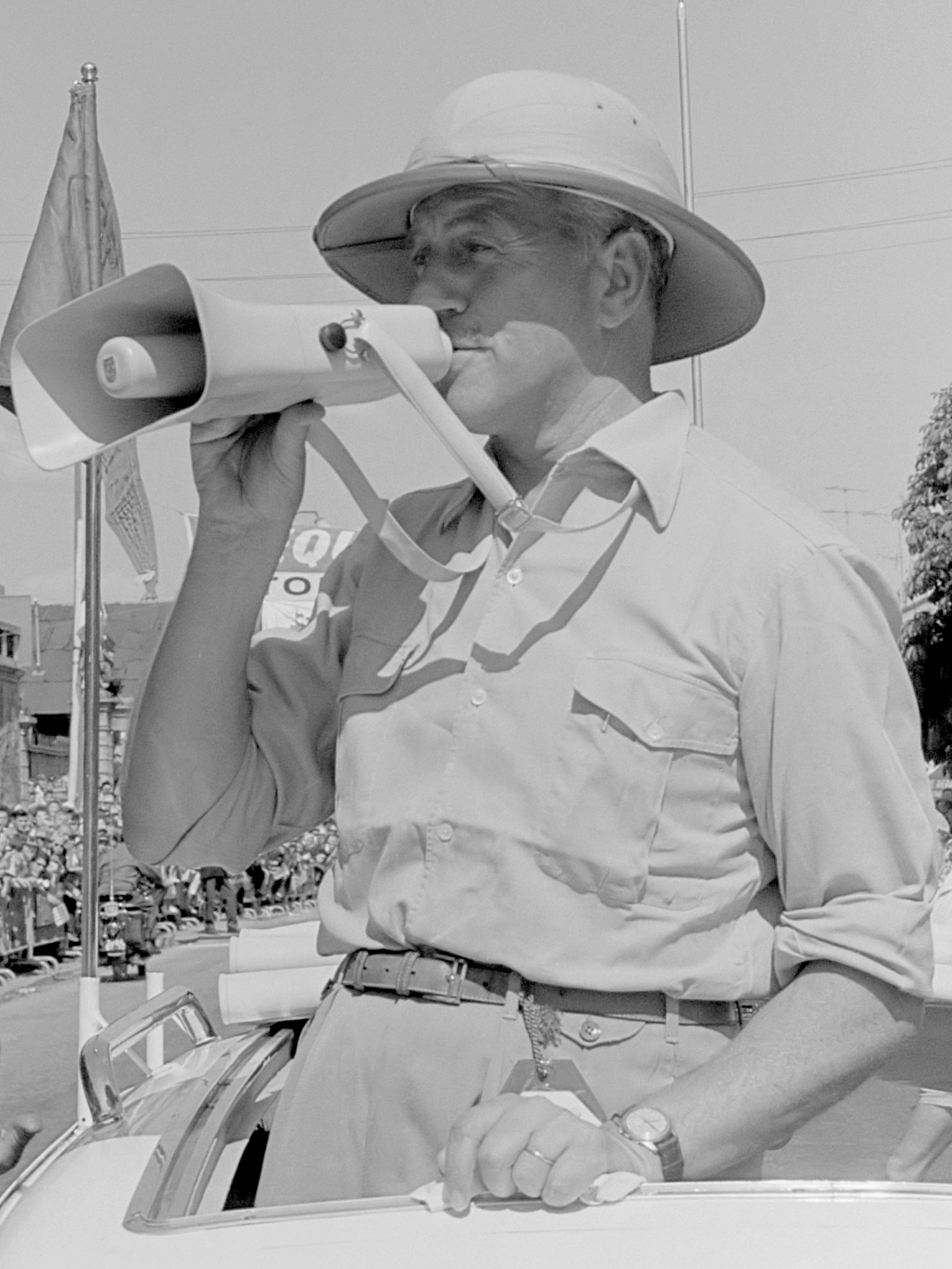
雅克·戈代

雅克·戈代（1905年6月21日 - 2000年12月15日）是一位法国体育记者，曾于1936年至1986年間担任环法自行车赛賽事总监。雅克·戈代是队报的创始人。雅克·戈代還是洲際盃 的创始人之一 ，他建议亚洲、非洲和中北美洲的俱乐部冠军也應該參加这项赛事，後來国际足联舉辦的国际足联俱乐部世界杯實際上就是符合他的設想。 